# 重松良典
重松 良典（しげまつ よしのり、1930年 - 2018年）は、日本の実業家。広島県広島市出身。
元サッカー日本代表。1965年日本サッカーリーグ（JSL）創設に尽力した人物の一人。のちに日本プロ野球界に転じ1970年代の赤ヘル旋風時の広島東洋カープ球団代表。Jリーグ・ベルマーレ平塚における最後の社長であり、湘南ベルマーレ創設に尽力した人物の一人。

## 来歴

### 被爆
1945年8月6日、広島市への原子爆弾投下により被爆した。
重松ら旧制広島県立第一中学校（現国泰寺高校）3年生60人は、爆心地から2.2キロメートルに位置した舟入川口町の軍需工場に学徒勤労動員で来ており、ちょうど8時の朝礼が終わった後のことだった。倒れてきた設備機械により級友の一人が亡くなり、多数の怪我人を出した。工場自体は火の手が上がらず倒壊もしなかった。
その後、一時避難場所であった市立第一高等女学校（現舟入高校）に集合した後、級友2人といっしょに明治橋から鷹野橋へと入り、御幸橋を渡って逃げている。

### 現役時代
現役時代はFW。後方からのロングボールを半身で胸トラップしてゴールへ向かう、当時としては特別な技術を持った選手であり、コーナーキックにカーブをかけて直接ゴールに入れるのがうまかった。
広島一中の4つ上に中条一雄、1つ下に福原黎三、3つ下に田中雍和。他校のライバルには広島高等師範附属中学（現広大附属高校）の長沼健や木村現・樽谷恵三や古川能章、広島修道中学（現修道高校）の下村幸男らがいた。戦時中の休止とこのライバルチームである広島高師に全国大会の出場は阻まれた。1948年、学制改革により鯉城高校となった年に卒業。同年度卒に吉村仁・井上義國（ダイキン工業副社長）らがいる。
慶應義塾大学体育会ソッカー部でキャプテンをしていた同郷の銭村健次に誘われ1949年、慶應義塾大学経済学部に進学する。左ウイングの名選手として鳴らし、1952年天皇杯での慶應制覇の立役者となった。
1954年大学を卒業後、東洋工業（現マツダ）に入社した。同じく慶應義塾大学の黄金期を創った高校・大学の先輩小畑実監督下で、下村・銭村・樽谷らととも東洋工業蹴球部(のちのマツダSC、現サンフレッチェ広島)初期の黄金期の原動力となった。
同年全日本実業団サッカー選手権大会でチーム初のベスト4。同年の天皇杯では、実業団チームとして史上初の決勝に進出した。決勝戦、後輩でもある慶應BRBとの第4延長3時間に及ぶ3－5の死闘は、疲労で意識不明者も出した日本サッカー史に残る名勝負といわれる。同年と翌1955年の全日本実業団はライバル・田辺製薬にいずれも敗れ準優勝。しかし翌1956年の全日本実業団は田辺製薬の7連覇を阻み初優勝した。1957年全日本実業団準優勝、同年の天皇杯準優勝。この年の天皇杯決勝は重松の母校・国泰寺高校の校庭で行われ、試合は重松のシュートで先制するも中大クラブに逆転負けして準優勝に終わった。
また1958年には、第3回アジア競技大会（東京）で全日本（日本代表）に初選出され、5月28日対香港戦にて初キャップを果たす。

### 蹴球協会
現役引退後、社業に専念した。
東洋工業東京支社の経理課にいた経験を買われ、日本蹴球協会（現日本サッカー協会）入りし、日本サッカーリーグ(JSL)創設の設立準備委員会の経理の担当者となり西村章一・長沼健・岡野俊一郎らと陣頭指揮を執り設立を実現させた。のち、初代JSL総務主事を務めた西村の後を受け2代目JSL総務主事として初期JSLの運営にあたり、同時に日本蹴球協会理事として協会の仕事もこなすなど多方面に活躍していた。
また協会在籍時の1968年、藤和不動産サッカー部(のちのフジタSC/ベルマーレ平塚、現・湘南ベルマーレ)の設立に黒木芳彦や石井義信らと共に携わる。
1972年日本蹴球協会は法人化、1976年日本蹴球協会の政変、つまり大日本蹴球協会誕生以来半世紀以上も続いてきた大学リーグ中心の協会がJSLを中心とする社会人チームの関係者(丸の内御三家)の手に移った事件、が起こる。これに重松も絡んでおり、牛木素吉郎は重松が首謀者であると推測している。

### 赤ヘル旋風
蹴球協会から離れて東洋工業に戻り、経理部長を務めたあと、西野襄の後を受け1974年広島東洋カープ球団代表に就任した。
重松は三原脩に密かに会い、プロ野球球団経営について学んだ。二軍の合宿の貧相な食事に驚いた重松は「若い選手にどんどん食べさせないとダメだ」とその足で銀行に行き自宅を担保に金を借りて合宿所にぶち込んだ。その金で球団職員の給料もよくした。
重松は将来を見越した戦力強化を行なう。1974年にジョー・ルーツをコーチに採用したのは、のちに監督をやらせるつもりだったという。1975年重松と根本陸夫元カープ監督の2人は共にルーツがチームを劇的に変える人材として認識し、根本が次のカープ監督として松田耕平オーナーに推薦したことから、日本球界では初のメジャーリーグ出身外国人監督となるルーツ監督就任が決定した。1972年からセミプロ読売サッカークラブ監督を務めたフランツ・ファン・バルコムとともにプロスポーツに於ける外国人監督就任の先行事例である。重松がルーツを監督にしたかった理由は、負けても悔しがらない選手の顔が我慢ならず闘争心を持ち合わせるルーツが変化をもたらせることを期待したことと、「日本人にはコンプレックスがあって外国人の言う事はよく聞いた」ため。しかし賛同する者は誰一人なく、監督を「城主」コーチを「城代」に例え「城代ならいいが、城主に外国人というのは納得がいかない」と反撥を受けた。失敗すれば首が飛ぶような人事で、野球素人の重松に対しても「よりによって外国人を監督にするとは何事か」と厳しい批判もあったといわれる。
重松はルーツの要望により実務者として動く。レギュラークラスの安仁屋宗八・大石弥太郎・白石静生などをトレードに出し、逆に大下剛史・宮本幸信・児玉好弘・渡辺弘基などをトレードで獲得するなど7人放出し7人獲得した。大下の獲得は懇意にする三原脩日本ハムファイターズ球団代表との間で進めたもの。またリッチー・シェーンとゲイル・ホプキンスの現役メジャーリーガーを獲得、スタッフも入れ替え一新させた。さらにルーツはチームカラーを紺色から燃える闘志を表す赤色への変更を要望した。それも含めて重松はほぼすべて要望に応えた。チームは大きく生まれ変わったものの当のルーツは1975年4月27日の佐伯和司投手のボール判定からの審判への暴行に端を発し辞任している。
ルーツ退団後、現場スタッフの意見を取り入れ古葉竹識コーチを次の監督として松田オーナーに推薦した。古葉監督のもと、カープは悲願のセ・リーグ初優勝を果たす。後楽園球場で初優勝を決めた1975年10月15日、当時のカープの宿舎両国駅前ホテルでのビールかけの後、ホテルの自室で一人、泣きながら水割りをしみじみと味わった。また球団が抱えていた創設以来の累積赤字を一挙に解消した。その後も平山智がスカウトしたジム・ライトルやヘンリー・ギャレット獲得、江夏豊らのトレードを敢行し戦力を整え、在任中3度のリーグ優勝と2度の日本一（1975年リーグ優勝・1979年日本一・1980年日本一）、カープの黄金時代をもたらした。
こうした実績から「赤ヘル旋風の影の仕掛人」とも言われる。グラウンドに立ついかり肩の重松を見ていつしか「やっこ凧さん」と親しみを込めて呼ばれるようになったという。
1978年の江川事件では「今年は（江川卓を）干したらどうなんだ。阪神も契約しないで」と過激発言を行う。1981年末に辞任、後任は野崎泰一となった。

### フジタ/ベルマーレ
1981年から、フジタ工業（現フジタ）に移る。日本サッカー協会専務理事などを務め、1993年のJリーグの設立にも関わる。在任中、1995年ネルシーニョの日本代表監督内定騒動いわゆる「ネルシーニョ事件」にも絡んでいる。
1997年6月、フジタの子会社にあたるJリーグ・ベルマーレ平塚社長に就任した。この時期チームは黄金期を迎え、1998年フランスW杯には小島伸幸・洪明甫・中田英寿・呂比須ワグナーと日韓合わせて4人の代表選手を輩出、Jリーグ上位に常にいるチームであった。1998年中田のACペルージャ移籍にも尽力する。ただこの間、親会社であったフジタの経営不振がチームに影響を及ぼしていた。
1998年に全日空の撤退により、横浜フリューゲルスが横浜マリノスに吸収合併されてなくなり、フジタも経営再建のために即座の撤退もあり得た状況で、ベルマーレも消滅する可能性があった。重松はクラブを絶対に残すということを優先的に行う。同年末、フジタが経営の建て直しを図るためベルマーレへの出資を減らしたことから、運営費を減らすため主力選手のリストラを決行する。結果、小島・洪・呂比須・名塚善寛・田坂和昭・公文裕明と次々と主力が移籍し、1999年J1で年間成績最下位となりJ2に降格、同年フジタも私的整理（任意的倒産処理）を行ったことから一時はチーム存続の危機が囁かれた。重松はチーム存続のために最も尽力したといわれる。
2000年、フジタが累積赤字を解消する代わりに運営から完全に撤退し、新たに会社に移して「湘南ベルマーレ」にチーム名改称、ホームタウンも拡大し市民参加型のサッカークラブに体制一新する。会長に河野太郎、社長に小長谷喜久男が就任した。重松自身は新会社に籍を移らず退任している。湘南ベルマーレの眞壁潔現会長は「このとき、フジタがホームタウンの上場企業の工場や中小企業から集めた2億4000万円を残していてくれた。そのまま渡すと贈与になってしまう可能性もあるので、ベルマーレ平塚を走らせながら、もう1つ別会社として株式会社湘南ベルマーレをフジタが作ったんです」「そして役員と株を我々に渡してくれたんですよ。当時のフジタは間違いなく銀行管理下にあったはずですが、その陰で藤田正明オーナーや重松さんがベルマーレのために銀行団を必死に口説いてくれたはずなんです。フジタが撤退してもこのチームは絶対につぶしてはいけないという藤田家や重松さんの情熱があったんです」などと述べている。
同時期に横浜フリューゲルスが親会社の経営不振からクラブ消滅にまで発展したことから、ベルマーレはJリーグクラブの成功例の一つとして見られている。重松は後に、この「10億円経営」「収入ありき」の経営スタイルを先んじて行ったことで他のJリーグクラブから相当感謝されたとコメントしており、その一方で身の丈経営によってJリーグのマーケットバリューが落ちてしまったことをマイナス面と捉えている。

### 晩年
2002年ワールドカップ開催にも尽力した。2000年Jリーグ参与、のちに日本サッカー協会参与に就任したが、任期満了及び定年により双方ともに退任する。2011年には広島県サッカー協会顧問に就任した。
その後は高齢者向け施設に入所し、家族以外は連絡が取れない状況だった。2015年JSL発足50周年パーティーが開かれたが、このとき重松は出席していない。
2018年に死去。重松の遺言により一般に公表されていない。湘南ベルマーレ関係者が2019年に入ってそのことを知り、曰く湘南がタイトルを獲得した2018年のJリーグカップ決勝10月27日の数週間後に亡くなったという。

## 代表歴

### 出場大会
- アジア競技大会(1958)

### 試合数
- 国際Aマッチ 1試合 0得点(1958)

| 日本代表 | 国際Aマッチ | 国際Aマッチ | その他 | その他 | 期間通算 | 期間通算 |
| 年       | 出場        | 得点        | 出場   | 得点   | 出場     | 得点     |
| -------- | ----------- | ----------- | ------ | ------ | -------- | -------- |
| 1958     | 1           | 0           | 0      | 0      | 1        | 0        |
| 通算     | 1           | 0           | 0      | 0      | 1        | 0        |

### 出場
| No. | 開催日         | 開催都市 | スタジアム                 | 対戦相手 | 結果 | 監督     | 大会       |
| --- | -------------- | -------- | -------------------------- | -------- | ---- | -------- | ---------- |
| 1.  | 1958年05月28日 | 東京都   | 国立霞ヶ丘競技場陸上競技場 | 香港     | ●0-2 | 川本泰三 | アジア大会 |